# کرملینگن
کرملینگن (به آلمانی: Cremlingen) یک شهر  در آلمان است که در وولفنبوتل واقع شده‌است. کرملینگن ۱۲٬۸۸۷ نفر جمعیت دارد.